# Microdus euchlorus
Microdus euchlorus là một loài rêu trong họ Dicranaceae. Loài này được Mont. Besch. mô tả khoa học đầu tiên năm 1897.